# Armando González (paragwajski piłkarz)
Armando González – paragwajski piłkarz, pomocnik.
Wziął udział w Copa América 1949, gdzie Paragwaj został wicemistrzem Ameryki Południowej. González zagrał tylko w jednym meczu – z Chile.
Jako piłkarz klubu Club Guaraní był w kadrze reprezentacji podczas finałów mistrzostw świata w 1950 roku, gdzie Paragwaj odpadł w fazie grupowej. González nie zagrał w żadnym meczu.